# Robert Otzen

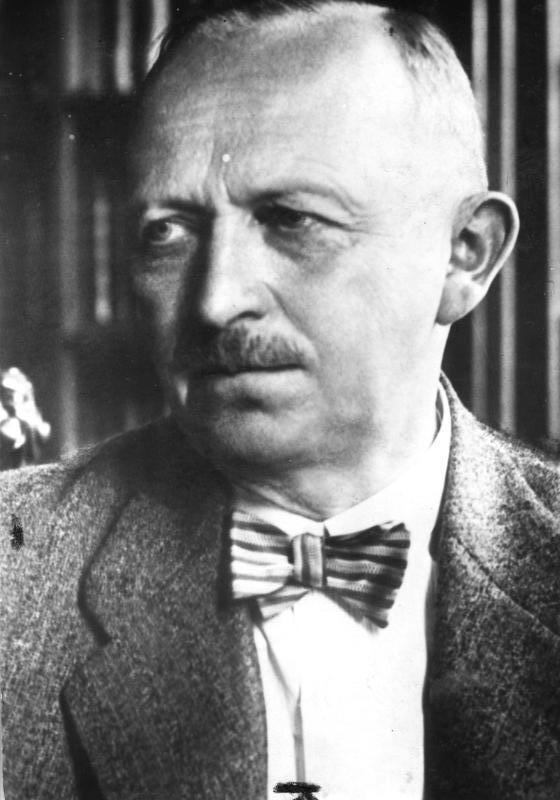
Robert Otzen (1932)

Ehlert Robert Friedrich Otzen (* 9. Mai 1872 in Giesensdorf; † 3. Oktober 1934 in Hannover) war ein deutscher Bauingenieur und Hochschullehrer. Er gilt als Erfinder des Wortes „Autobahn“.

## Leben
Robert Otzen wurde geboren als Sohn des Berliner Architekten Johannes Otzen (1839–1911) und seiner Ehefrau Caroline geb. Hausmann und hatte vier Schwestern. Otzen studierte Ingenieurwesen, wurde 1900 Regierungsbaumeister und 1905 Eisenbahn-Bau- und Betriebsinspektor. Von 1905 bis 1907 war er Assistent für Bauingenieurwesen an der TH Hannover. Ab 1907 war Otzen Privatdozent für konstruktive Ordnung von Bauten aus dem Bauingenieurwesen und ihre theoretische Begründung, bevor er 1908 etatsmäßiger Professor für Eisenbau und Statik wurde. Von 1913 bis 1915 bekleidete er den Posten des Rektors der Hochschule, bevor er bis 1918 Heeresdienst leistete. Seit dem 19. November 1926 war er Vorsitzender des Autobahnprojekts HaFraBa (Hamburg – Frankfurt am Main – Basel). Im Rahmen dieses Projektes war er für die technische Planung des Streckenabschnitts Hamburg–Göttingen zuständig. 1931 wurde Otzen Präsident des staatlichen Material-Prüfungsamtes in Berlin-Dahlem. Er gehörte dem Verein Deutscher Ingenieure (VDI) und dem Hannoverschen Bezirksverein des VDI an.
Im Jahre 1929 soll er in Anlehnung an das Wort „Eisenbahn“ den Begriff „Autobahn“ geprägt haben. Bis zu diesem Zeitpunkt sprach man meist von „Nur-Autostraße“.

## Schriften (Auswahl)
- Praktische Winke zum Studium der Statik und zur Anwendung ihrer Gesetze. Ein Handbuch für Studierende und praktisch tätige Ingenieure, Wiesbaden: Kreidel 1911.
- Kulturwerte der Technik: Festrede zur Feier des Geburtstages Sr. Majestät des Kaisers, gehalten am 27. Jan. 1912 an der Kgl. Techn. Hochsch. Hannover, Berlin: Springer 1912.
- Beton und Eisenbeton im Eisenbahnbau. Kurzgefasste Darstellung der Erfahrungen in der Praxis. Charlottenburg: Zementverlag 1925.
- Hochwertiger Zement, Charlottenburg: Zementverlag 1926.
- Der Massivbau. Stein-, Beton- und Eisenbetonbau, Berlin u. a.: Springer 1926.
- Die Autostraße Hamburg-Frankfurt-Basel. Zweck und Ziele des Vereins „Hafraba“, Hannover: Göhmann [ca. 1927].
- Beton im Straßenbau, Charlottenburg: Zementverlag 1928.
- Drei Jahre Hafraba. In: Hafraba-Mitteilungsblatt, 1929, Nr. 11, S. 3.
- Zum 50. Geburtstag von Heinrich Spangenberg, München. In: Die Bauzeitung, 1929, Heft 3, S. 19–20.
- Zur Systematik des deutschen Landstraßenbaus. In: Bautechnik 1931, Nr. 26.